# Purpuricenus cornifrons
Purpuricenus cornifrons là một loài bọ cánh cứng trong họ Cerambycidae.